# Inglewood House
Inglewood House ist eine Villa in der schottischen Stadt Alloa in der Council Area Clackmannanshire. 1972 wurde das Bauwerk in die schottischen Denkmallisten in der höchsten Kategorie A aufgenommen.

## Beschreibung
Die Villa befindet sich abseits der Tullibody Road im Nordwesten der Stadt. Als Architekten waren Sidney Mitchell & Wilson mit der Planung des Gebäudes beauftragt. Es wurde um das Jahr 1900 fertiggestellt. Stilistische weist die aus behauenem Bruchstein bestehende Villa Motive der auslaufenden Neorenaissance auf. Das große Gebäude ist asymmetrisch aufgebaut. Weite Teile sind zweistöckig und besitzen ein ausgebautes Dachgeschoss. Zu den bemerkenswertesten Details zählen eine zurückversetzte Veranda an der Südseite sowie ein vierstöckiger Turm im Südosten. Der von zwei Paaren dorischer Säulen flankierte Eingangsbereich befindet sich an der Nordseite. Die Dächer sind mit roten Ziegeln eingedeckt und die Giebelflächen teilweise als Volutengiebel gearbeitet. Im Gebäudeinneren sind zahlreiche Glasarbeiten im Jugendstil zu finden. Es existieren verschiedene Außengebäude. Im Nordwesten wurden moderne Anbauten angefügt, unter anderem ein Glashaus.